# Crist en èxtasi, o Crist en pregària
El tema de Crist en èxtasi, o de Crist en pregària, degué ser poc abundant en la producció d'El Greco, perquè només han arribat fins als nostres dies tres obres, en les quals Harold Wethey hi creu que hi ha la col·laboració del taller.

## Temàtica de l'obra
El tema de "Crist en éxtasi", o de "Crist en pregària" és diferent del tema del Salvator Mundi, que al corpus pictòric d'El Greco apareix, de vegades per separat, o bé formant part dels seus Apostolados.

## Anàlisi de l'obra

### Versió de laGaleria Nacional de Praga
Obra d'El Greco i del taller; Signat amb lletres cursives gregues a la part dreta, sobre l'espatlla; Oli sobre llenç; 64 x 46 cm.; 1595 ca.
Josep Gudiol remarca la complexitat que amaga l'aparent senzillesa d'aquesta obra. El Greco empra uns procediments tècnics molt diferents del que en la seva època era considerat acadèmic, una mena de "trucs", diferents del Puntillisme i de la "mescla òptica" d'alguns pintors del segle xix, però que en el fons cerquen el mateix efecte. Amb aquest procediment, no es desvia de la forma tradicional de representació, però intensifica la sensació de vida a les seves imatges, vivifica tot el conjunt i la impressió que provoca en l'espectador.

#### Procedència
- Comtessa de Quinto ?
- Castell de Konopiště.[4]

### Versió deSan Antonio (Texas); McNay Art Museum

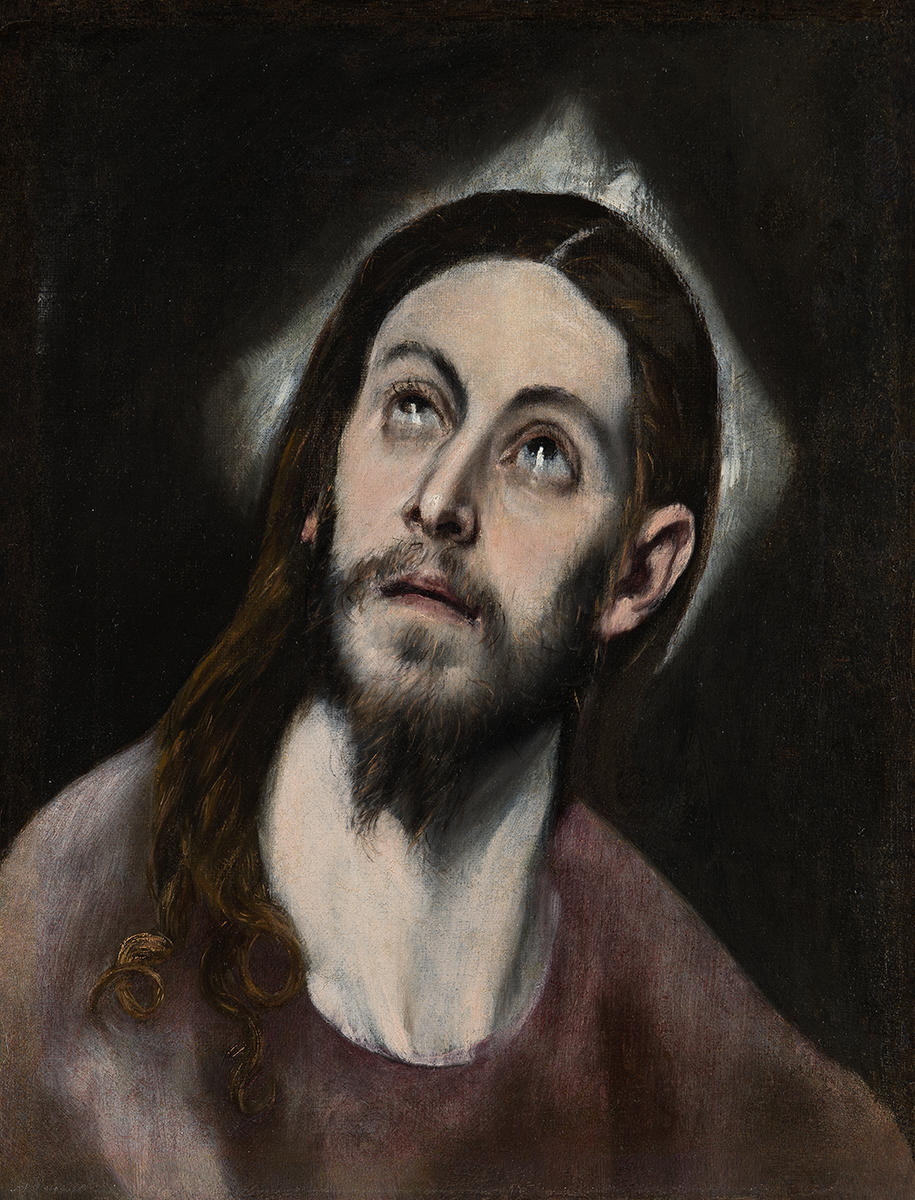
Versió de San Antonio (Texas); McNay Art Museum

Obra d'El Greco i del taller; Oli sobre llenç; 50 x 39 cm.; 1580-85.
Netejat i restaurat de forma abusiva, el quadre ha perdut les veladures finals, i els retocs moderns als ulls i a la barba produeixen un efecte confús.

#### Procedència
- Col·lecció particular, Madrid.
- Col·lecció particular, Barcelona (1926)
- Thomas Harris, Londres.
- Dalzell Hatfield Galleries, Los Angeles, Califòrnia.[4]

### Versió delMuseu Sant Telmo,Sant Sebastià

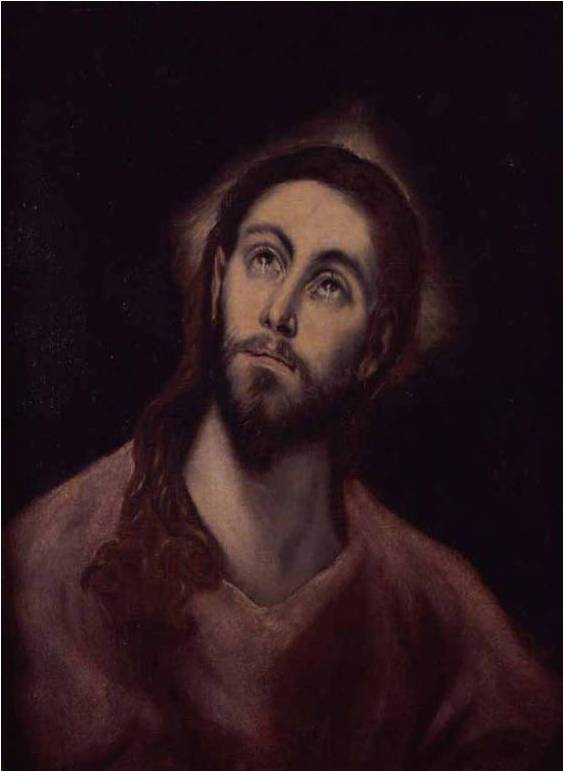
Versió del Museu Sant Telmo, Sant Sebastià

A aquest Museu, aquesta obra esta catalogada amb el nom d'"El Salvador"
El Greco i taller; Oli sobre llenç; 62 x 47 cm,; 1590-95.
La neteja abusiva ha reduït el cabell al vermell fosc de la preparació, i la túnica a un color vermell pàl·lid.

#### Procedència
- Luís de Errazu, Madrid i Bilbao.[4]